# Tukzar
Tukzar är en distriktshuvudort i Afghanistan. Den ligger i distriktet Sancharak och provinsen Sar-e Pol, i den norra delen av landet, 290 kilometer nordväst om huvudstaden Kabul. Antalet invånare är cirka 12 000.